# 新中華飯店

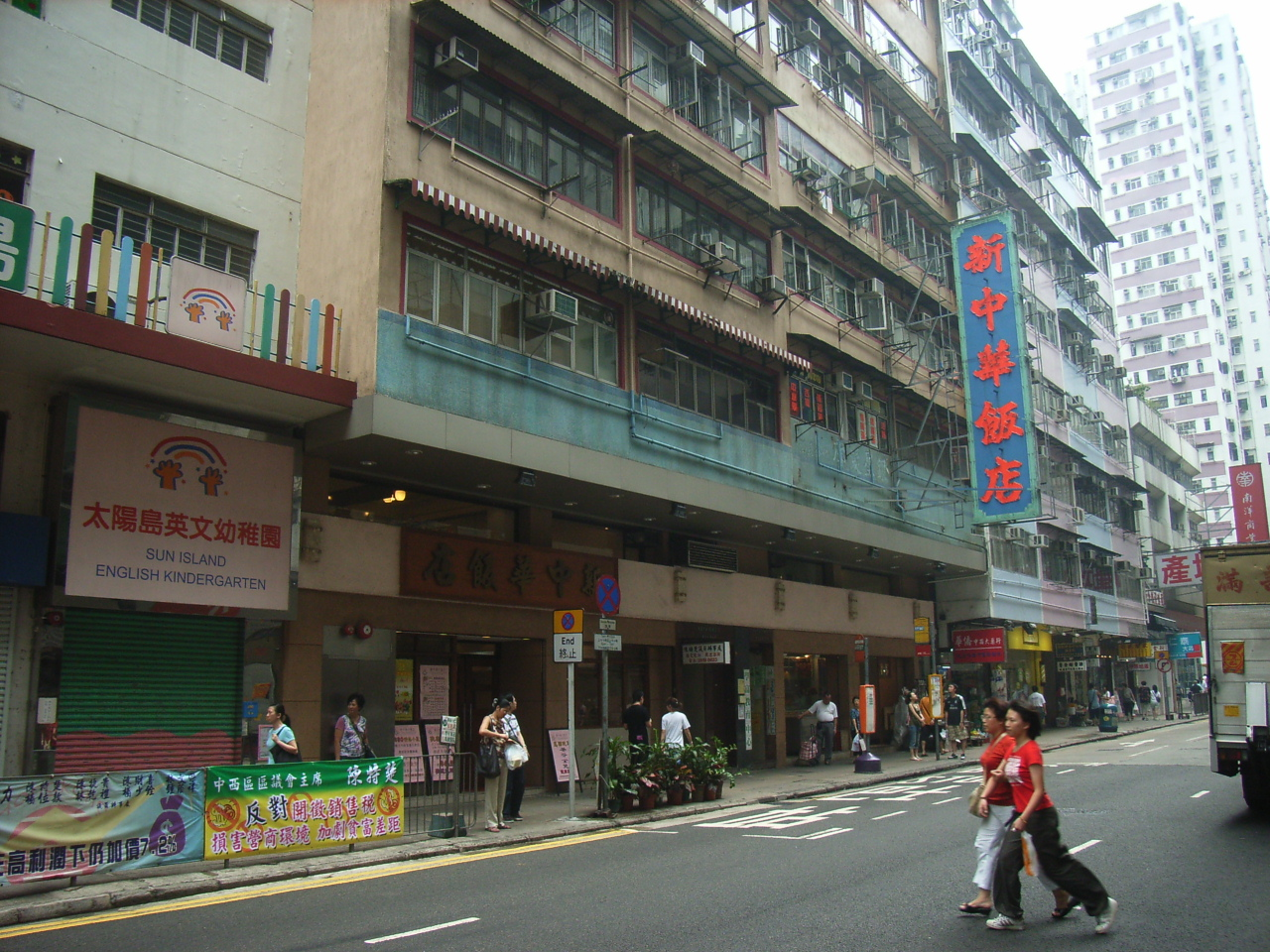
新中華飯店 - 堅尼地城卑路乍街56號

新中華飯店,  是香港島西環堅尼地城一間老字號飯店, 位於卑路乍街56號C-F, 地盤面積約4千平方呎，1949年開業，佔地兩層。2011年5月尾已經結業，約62年歷史。 （页面存档备份，存于）

## 簡介
新中華飯店是一間中式飯店茶樓，設有兩層，又名複式單位，樓上雅座，地下出納，廚房，大堂等，供應早茶，午飯，下午茶，和晚飯幾段時間，食品為廣東菜點心魚翅湯等。
新中華飯店股東為陳特楚家族祖業，其是為鄰近1樓5個地鋪業主，每伙建築面積約500至600平方呎，用作酒樓和辦公室、貨倉存貨及工人休息室。另外有1個單位作為香港區議會議員陳特楚辦事處，是次陳特楚家族賣鋪，收到舊樓收購財團每伙單位350萬港元。

## 鄰近
- 卑路乍街58號必發大廈（地盤面積約8000方呎）
- 卑路乍街82-84號敬裕樓（地盤面積約1500方呎）
- 前堅尼地城泳池
- 泓都
- 青蓮臺
- 士美菲路

## 外部參考
- 明報: 西環63年老字號「新中華飯店」，2011年5月尾結業 （页面存档备份，存于）